# Енн Морроу Ліндберг
Енн Спенсер Морроу, у шлюбі Морроу Ліндберг (англ. Anne Spencer Morrow Lindbergh; нар. 22 червня 1906— пом. 7 лютого 2001) — американська льотчиця та письменниця та поетеса. Перша жінка, яка отримала американську ліцензію пілота планера (1930). Здійснила з чоловіком багато дослідницьких польотів: У 1930-х вони досліджували та прокладали повітряні маршрути між материками; першими полетіли з Африки в Південну Америку та дослідили полярні повітряні шляхи з Північної Америки в Азію та Європу.
Лауреатка премії Елізабет Монтегю за есе про жінок XVIII століття, як-от Мадам д'Удето, і літературної премії Мері Огасти Джордан за художній твір «Ліда була прекрасна». Її перша книга «На північ до Сходу» (1935) отримала одну з перших Національних книжкових премій як найвидатніша загальна науково-популярна література 1935 року. Друга «Слухай! Вітер» (1938) отримала таку ж нагороду через 4 роки. Популярна екозахисна книга «Дари моря» (1955) надихнула багатьох американських жінок. За даними «Паблішерс віклі», це був один з найкращих бестселерів наукової літератури 1950-х. Лауреатка премії Святого Христофора за «Війну всередині та зовні», за останню частину її опублікованих щоденників.
Зарахована до Національної зали авіаційної слави (1979), Національної зали слави жінок (1996), Зали авіаційної слави Нью-Джерсі та Міжнародної зали слави піонерів авіації (1999).

## Ранні роки
Енн Спенсер Морроу народилася 22 червня 1906 року в Інглвуді, штат Нью-Джерсі. Її батьком був Дуайт Морроу, партнер JP Morgan & Co., який став послом США у Мексиці та сенатором США від Нью-Джерсі. Її мати, Елізабет Каттер Морроу, була поетесою та вчителькою, активно займалася освітою жінок, була виконувачкою обов'язків президента її альма-матер Сміт-коледжу.
Енн була другою з чотирьох дітей; її суродженцями були Елізабет Рів, Дуайт-молодший і Констанс. Дітей виховували в кальвіністській сім'ї, яка заохочувала досягнення. Щовечора протягом години мати читала дітям. Діти швидко навчилися читати й писати, почали читати про себе, писати вірші та щоденники. Пізніше Енн отримала користь від цих щоденних занять, зрештою опублікувавши свої пізніші щоденники, отримавши схвалення критики.
Спочатку вона відвідувала школу Дуайта для дівчат в Інглвуді. Після закінчення школи ім. Чепін в Нью-Йорку в 1924 році, де вона була очільницею студентської групи, вона вступила до Сміт-коледжу, який закінчила зі ступенем бакалавра мистецтв у 1928 році.

## Шлюб
21 грудня 1927 року у Мехіко зустрілася з Чарльзрм Ліндбергом. Її батько, фінансовий радник Ліндберга в JP Morgan and Co., запросив його до Мексики, щоб розвивати добрі відносини між нею та США.
У той час Морроу була сором'язливою 21-річною студенткою Сміт-коледжу. Ліндберг був видатним авіатором, чий самостійний політ через Атлантику зробив його героєм величезних масштабів. Вигляд льотчика, який жив у них, торкнувся струн її серця, і пробудив жагу до неба.
Вони одружилися на приватній церемонії 27 травня 1929 року в будинку її батьків в Інглвуді, Нью-Джерсі.
Того року Енн Ліндберг здійснила політ одна, у 1930 році вона стала першою американкою, яка отримала ліцензію пілота планера першого класу. На початку 1930-х служила радисткою, а під час кількох пошукових польотів й аерофотографування була другою пілотесою. У 1930-х роках вони разом досліджували та прокладали повітряні маршрути між материками. Ліндберги стали першими, хто здійснили політ з Африки в Південну Америку та дослідили полярні повітряні шляхи з Північної Америки в Азію та Європу.
22 червня 1930 року, на свій 24-й день народження народила сина Чарльза Августа-молодшого.

### Викрадення сина
1 березня 1932 року 20-місячного Чарльза-молодшого викрали з їхнього будинку Гайфілдс, в Іст-Емвеллі, штат Нью-Джерсі, неподалік від Гоупвелла. На місці злочину поліція побачила чіткі сліди двох людей біля будинку. Одні вели на південний схід до драбини, яку, ймовірно, використали під час викрадення. У будинку обшук почали з дитячої кімнати. До виклику поліції чоловік Енн знайшов звичайний білий конверт на підвіконні. Вважаючи, що це записка про викуп, він залишив її для огляду поліцією. Капрал Френк Келлі, експерт із фотографування місця злочину та відбитків пальців, входив до групи, яка розслідувала зникнення Чарльза Огастеса Ліндберга. Після обробки конверта виявили розмитий відбиток пальця, який надіслали відповідальному чиновнику, майору Шеффелю. Усередині конверта була докладна записка про викуп від викрадача, який давав Ліндбергам інструкції щодо повернення їхньої дитини. Після масштабного розслідування 12 травня 1932 року на відстані приблизно 4 миль (6,5 км) від будинку Ліндбергів на вершині пагорба на дорозі Гоупвелл—Маун Роуз знайшли тіло дитини, яке ймовірно належало Чарльзу Ліндбергу-молодшому.

## Від'їзд до Європи
Преса звернула шалену увагу на Ліндбергів після викрадення їх сина та суд, засудження та страту Бруно Річарда Гауптмана за злочин. Це, а також погрози та переслідування пресою їхнього другого сина Джона — спонукало сім'ю поїхати до Великої Британії, до будинку під назвою «Лонг барн», який належав Віті Секвілл-Вест та Гарольду Нікольсону, а згодом на невеликий острів Іллієк неподалік від узбережжя Бретані у Франції.
Перебуваючи в Європі у 1930-х, Ліндберги почали відстоювати ізоляціоністські погляди та виступати проти втручання США в майбутній європейський конфлікт (напередодні Другої світової війни), за що вони потрапили у немилість в очах багатьох: підозрювали, що пара може бути прихильниками нацистської Німеччини. Вони висловлювали занепокоєння здатністю США конкурувати з Німеччиною у війні з повітряною міццю супротивника. 

Твори Енн Морроу брали участь у літературному конкурсі на літніх Олімпійських іграх 1936 року у Берліні.

## Повернення до США
У квітні 1939 року Ліндберги повернулися до США. Через відкриті переконання чоловіка Енн про майбутню війну, яка охопить їхню батьківщину, у 1940 році антивоєнний Американський перший комітет швидко прийняв його як свого лідера.
У 1940 році Енн Морроу Ліндберг опублікувала 41-сторінкову брошуру «Хвиля майбутнього: Сповідання віри», яка «швидко стала бестселером номер 1 в країні як науково-популярна література». Виступаючи на підтримку лобістських зусиль свого чоловіка щодо мирного договору між США та Німеччиною, подібного до Договору про ненапад Гітлера з Йосипом Сталіним, вона стверджувала, що зростання фашизму та комунізму в Німеччині, Італії та Росії — прояв неминучої історичної «хвилі майбутнього», хоча «зло, яке ми засуджуємо в цих системах, саме по собі не є майбутнім; це покидьки на хвилі майбутнього». Вона порівняла ці рухи з Французькою революцією за їхнє немислиме насильство та «фундаментальну необхідність». Тому Морроу Ліндберг наголошувала на марності будь-якої ідеологічної війни проти них. Її твори перегукувались з Лоуренс Денніс і випередили Джеймса Бернема.
Згодом адміністрація Рузвельта критикувала «Хвилю майбутнього» — міністр внутрішніх справ Гарольд Айкес у квітні 1941 року назвав її «біблією кожного американського нациста, фашиста, бундівця та прибічника», буклет став одним із найбільш зневажаємих творів у світі того періоду. Вона також написала в листі, що Гітлер був «дуже великою людиною, схожий на релігійного лідера, який надихає, — і як доволі фанатичний, — але не інтриган, не егоїст, не жадібний до влади».
Після нападу Японії на Перл-Гарбор й оголошення Німеччиною війни США Американський перший комітет розпався. Чоловіку вдалося приєднатися до військової служби та брати участь у бойових діях лише як цивільний консультант, здійснивши 50 польотів у цій ролі та навіть збивши ворожий літак. Остаточно пара висловила публічну підтримку військових зусиль США після нападу Японії на Перл-Гарбор у 1941 році та подальшого оголошення Німеччиною війни США.
У цей період Енн Морроу Ліндберг познайомилася з французьким письменником і авіатором Антуаном де Сент-Екзюпері. Хоча вона вважала його привабливим, у них не було таємного роману, про який іноді повідомляють.
У шлюбі народила ще п'ятеро дітей: сини Джон, Ленд і Скотт, а також доньки Енн і Рів.

## Пізні роки. Популярні книги
Після війни Енн Морроу Ліндберг відійшла від політики та написала багато віршів і науково-популярних книг, які допомогли подружжю відновити репутацію, яку вони втратили до початку Другої світової. Книга «Дари моря» у 1955 році принесла їй звання «однієї з провідних захисників екологічного руху, який зароджувався», і стала національним бестселером.
Протягом 45-річного шлюбу Ліндберги жили в Нью-Джерсі, Нью-Йорку, Великій Британії, Франції, Мені, Мічигані, Коннектикуті, Швейцарії та на Гаваях. Чоловік помер на острові Мауї у 1974 році.
За словами одного біографа, на початку 1950-х Енн Морроу мала трирічний роман з особистим лікарем.
При цьому, за словами Рудольфа Шрека, автора «Подвійного життя Чарльза А. Ліндберга», Енн не знала, що він вів подвійне життя з 1957 року до своєї смерті у 1974 році. Його роман із мюнхенською капелюшницею Брігіт Гесшаймер, яку підтримував фінансово, народила від нього трьох дітей. Після смерті Гесшаймер у 2003 році тести ДНК, проведені Мюнхенським університетом, довели, що батьком трьох її дітей був Ліндберг. Шрек повідомив, що Марієтта, сестра Брігіт, також народила від нього двох синів. Ліндберг мав ще двох дітей від колишньої особистої секретарки. Пізніше відбулося сімейне примирення з німецькими членами сім'ї, в якому брала активну участь Рів Ліндберг, донька Енн.
Після серії інсультів, через які на початку 1990-х вона втратила працездатність, Енн Морроу продовжувала жити у своєму будинку у Коннектикуті з допомогою цілодобових доглядальників. Під час візиту до родини своєї доньки Рів у 1999 році вона захворіла на пневмонію, після чого переїхала жити поруч із нею у маленький будинок, побудованому на фермі доньки Пассумпік, штат Вермонт, де померла у 2001 році у віці 94 років після чергового інсульту. Книга Рів Ліндберг «Більше жодних слів» розповідає про останні роки життя її матері.

## Відзнаки та нагороди

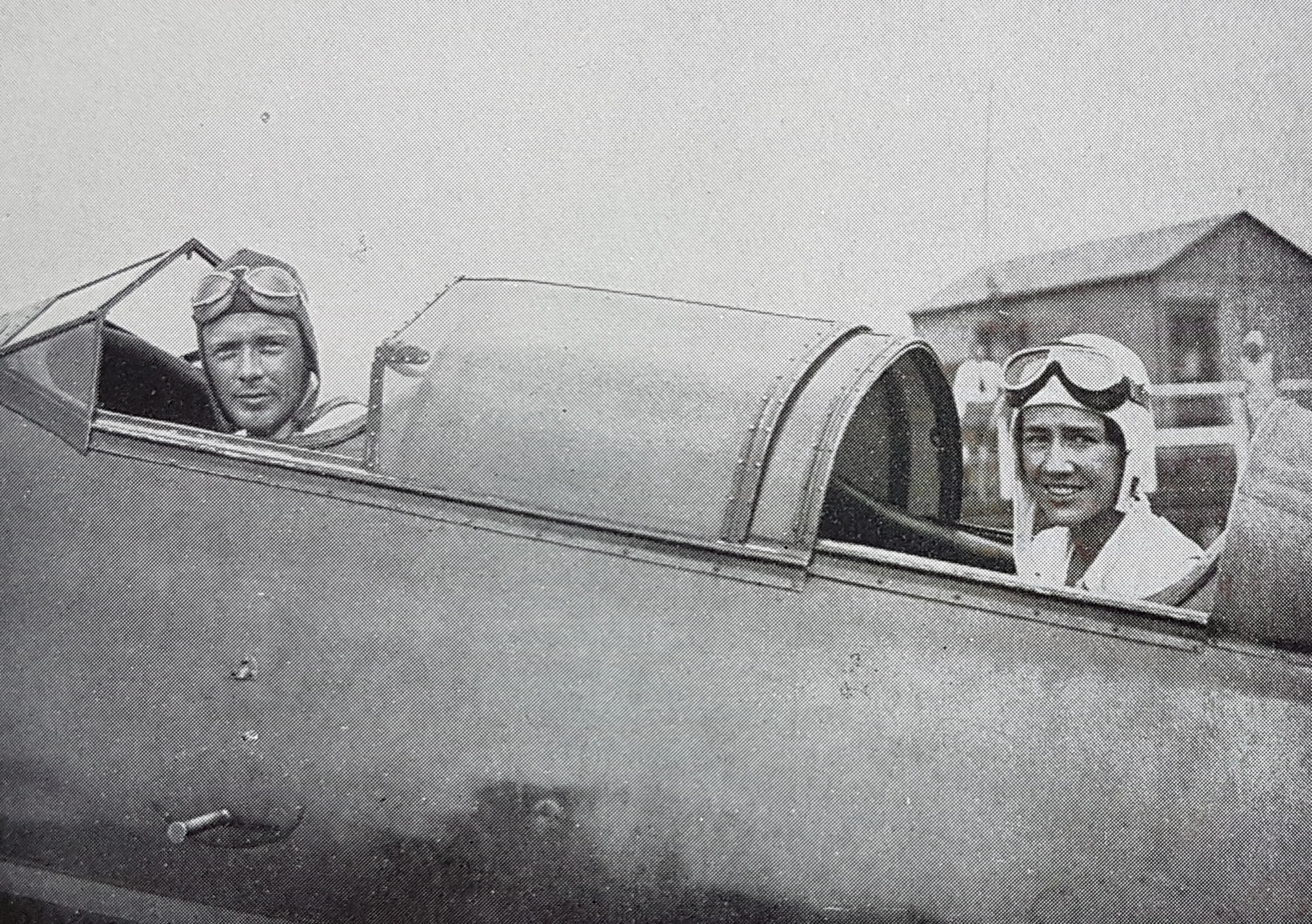
Чарльз і Енн у Lockheed Model 8 Sirius у 1931 році

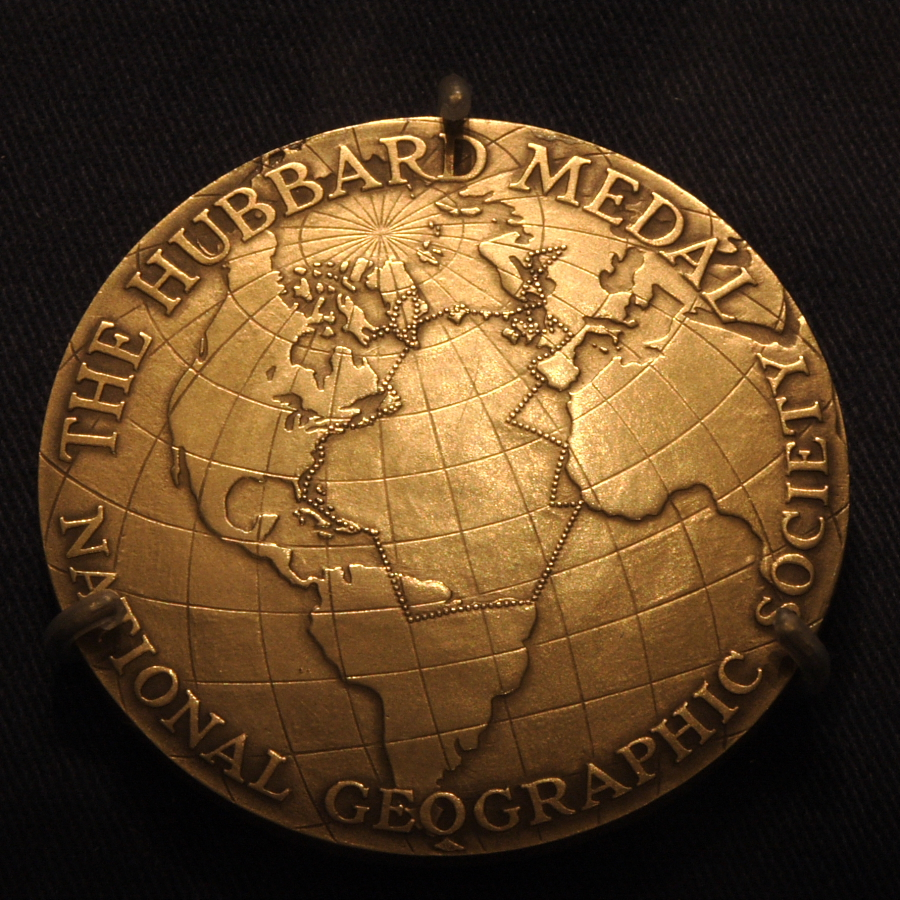
Медаль Габбарда Енн Морроу Ліндберг 1934 року показує маршрут її польоту

Енн Морроу Ліндберг зарахована до Національної зали авіаційної слави (1979), Національної зали слави жінок (1996), Зали авіаційної слави Нью-Джерсі та Міжнародної зали слави піонерів авіації (1999).
Її перша книга «На північ до Сходу» (1935) отримала одну з перших Національних книжкових премій як найвидатніша загальна науково-популярна література 1935 року, за результатами голосування Американської асоціації книготорговців.
Її друга книга «Слухай! Вітер» (1938) отримав таку ж нагороду через чотири роки після появи в категорії «Науково-популярна література» «Біографія». Вона отримала премію Святого Христофора за «Війну всередині та зовні», за останню частину її опублікованих щоденників.
Крім того, що Морроу здобула почесні ступені магістра та доктора літератури в alma mater Сміт-коледжі (1935 і 1970), вона здобула почесні ступені Емгерстського коледжу (1939), Рочестерського університету (1939), коледжу Міддлбері (1976) і коледжі Густава Адольфа (1985).

## Творчий доробок
- North to the Orient; Orlando, Fla, 1935; Mariner Books, 1996, ISBN 978-0-15-667140-8.
- Listen! The Wind; New York, NY, 1938; Harcourt, Brace and Company, 1990.
- The Wave of the Future: A Confession of Faith; New York, NY, 1940; Harcourt, Brace and Company.
- The Steep Ascent; New York, NY, 1944: Dell, 1956.
- Gift from the Sea, New York, NY, 1955; Pantheon, 1991, ISBN 978-0-679-73241-9.
- The Unicorn and Other Poems 1935—1955; New York, NY, 1956; Pantheon, 1993, ISBN 978-0-679-42540-3.
- Dearly Beloved, Chicago, Ill, 1962; Chicago Review Press, 2003, ISBN 978-1-55652-490-5.
- Earth Shine; New York, NY, 1969; Harcourt, Brace and Company.
- Bring Me a Unicorn: Diaries and Letters of Anne Morrow Lindbergh, 1922—1928; Orlando, Fla, 1971: Mariner Books, 1973, ISBN 978-0-15-614164-2.
- Hour of Gold, Hour of Lead: Diaries And Letters Of Anne Morrow Lindbergh, 1929—1932. Orlando, Fla, 1973; Mariner Books, 1993, ISBN 978-0-15-642183-6.
- Locked Rooms and Open Doors: Diaries And Letters Of Anne Morrow Lindbergh, 1933—1935. Orlando, Fla, 1974; Mariner Books, 1993, ISBN 978-0-15-652956-3.
- The Flower and the Nettle: Diaries And Letters Of Anne Morrow Lindbergh, 1936—1939. Orlando, Fla, 1976: Mariner Books, 1994, First edition 1976. ISBN 978-0-15-631942-3.
- War Within and Without: Diaries And Letters Of Anne Morrow Lindbergh, 1939—1944. Orlando, Fla, 1980; Mariner Books, 1995, ISBN 978-0-15-694703-9.
- Against Wind and Tide: Letters and Journals, 1947—1986. New York, NY, 2012; Pantheon/Random House.[51]

## Виноски
1. ↑  Увага світової преси зосереджувалась на Гоупвеллі, тоді ж з'явились перші повідомлення про викрадення дитини, Гантердон каунті демократ оприлюднила інформацію читачам, що новий будинок полковника Чарльза Ліндберга й Енн Морроу Ліндберг розташований в Іст-Емвелл Тауншип в окрузі Гантердон.[26]